# Jámová kultura

Přibližný rozsah kultury (žlutě) cca 3200-2300 př. Kr.

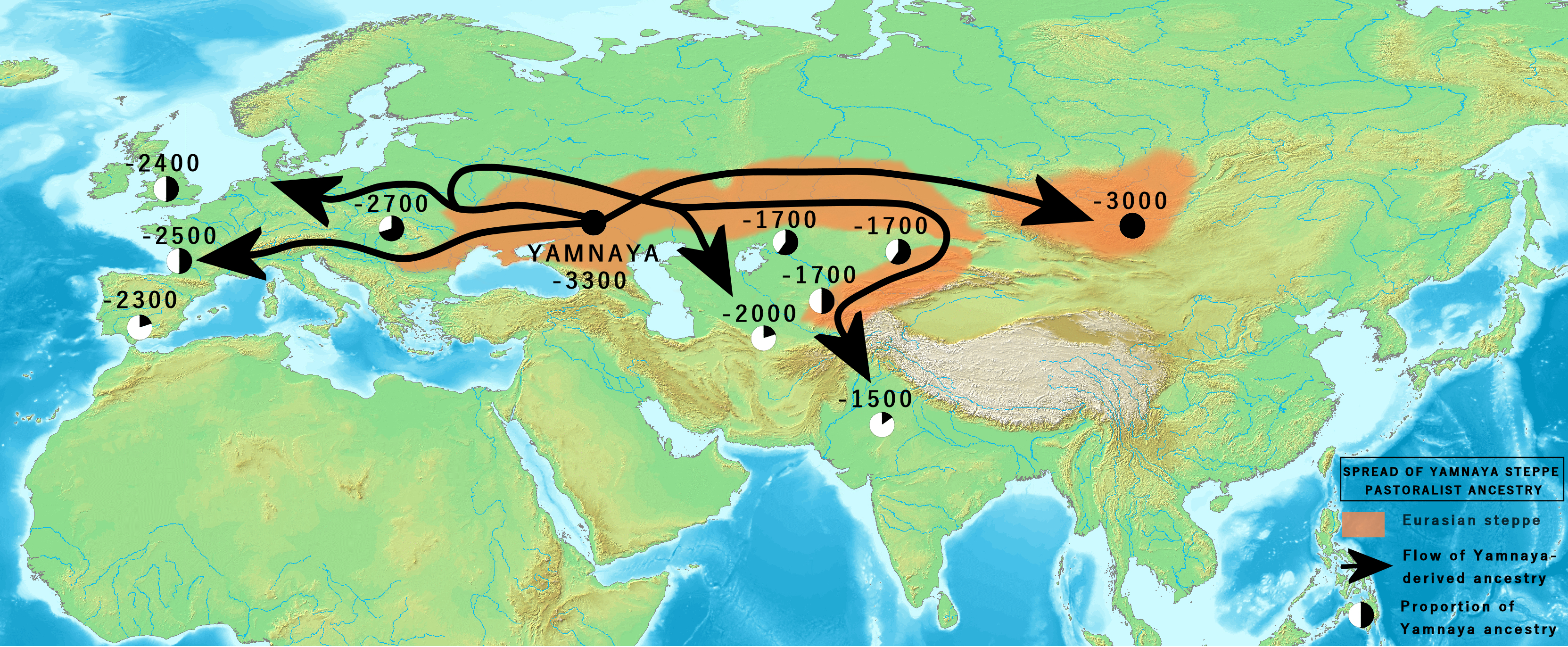
Migrace stepních pastevců jámové kultury, kteří po Eurasii rozšířili indoevropské jazyky a stepní geny.

Jámová kultura (z ukrajinštiny ямна, z ruštiny ямная, v angličtině běžně Yamna, Yamnaya, Pit Grave culture nebo Ochre Grave culture) byla kultura v pozdním chalkolitu a začátku doby bronzové, vyskytující se v oblasti ponticko-kaspické stepi od Podněstří až po řeku Ural. Datována je v rozmezí 3500–2300 let před Kristem. Jámovou kulturu lze identifikovat s pozdními Protoindoevropany a je nejlepším kandidátem pro pravlast praindoevropského jazyka.[zdroj?]
Lid jámové kultury pravděpodobně vzešel z míšení dvou rozdílných populací, z nichž silnější složkou byli východoevropští lovci a sběrači, kteří pocházeli buď přímo ze sibiřské kultury Maľta-Bureť, nebo jí geneticky blízce příbuzné. Druhou složkou byla některá blízkovýchodní populace , v úvahu přicházejí buď lovci a sběrači z oblasti Kavkazu,  nebo chalkolitická populace v oblasti dnešního Íránu.  Jámová kultura byla materiálně velmi podobná Afanasjevské kultuře v Altaji, ze které vzešli indoevropští Tocharové v západní Číně, a geneticky jsou tyto dvě populace prakticky nerozeznatelné. 
Jámová kultura je těsně spřízněna s navazujcími kulturami doby bronzové, které se rozšířily do téměř celé Evropy a střední Asie, zejména s kulturou se šňůrovou keramikou a lidem zvoncových pohárů na západě, a s kulturami Sintašta, Andronovo a Srubnaya na východě. Tyto kultury sdílejí s jámovou kulturou společné znaky, jako např. používání koní, pohřbívání a ekonomiku založenou na pastevectví dobytka. Genetické studie potvrdily, že tyto navazující kultury pocházejí z větší části ze stepní oblasti jámové kultury. 

## Původ

### Kulturní původ

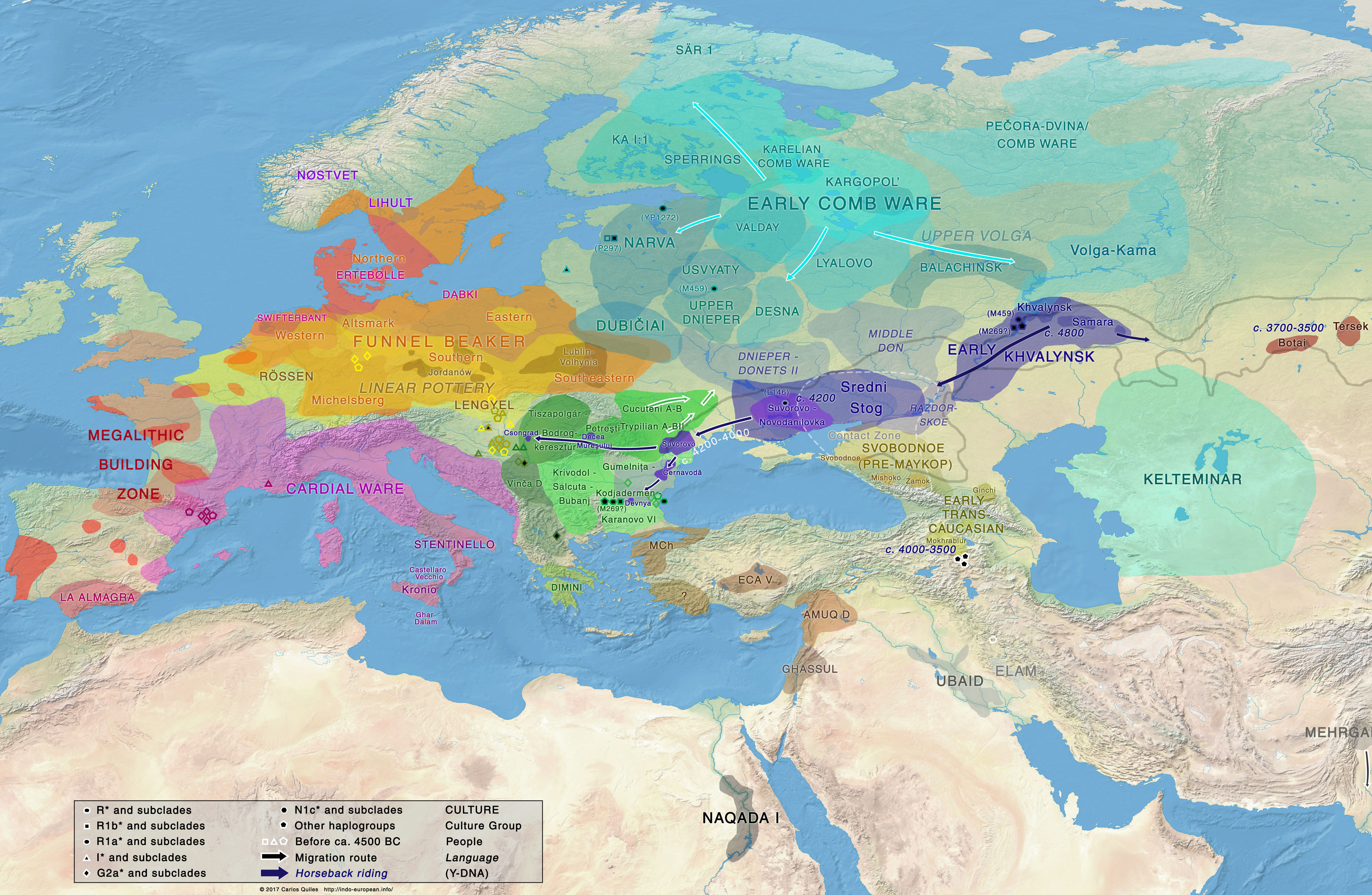
Jámové kultuře předcházela kultura Chvalynsk ve středním Povolží a kultura Srednij Stog v severním Černomoří.

Jámová kultura vznikla v oblasti řek Don a Volha v období mezi 3300-2500 let před Kristem.  Ve středním Povolží jí předcházela kultura Chvalynsk a na Donu kultura Repin (cca 3950-3300 př. Kr.). Pozdní keramika těchto předcházejících kultur je již těžko odlišitelná od časné keramiky jámové kultury.
Po svém zrodu se kultura rychle rozšířila v oblasti ponticko-kaspických stepí mezi lety 3400 a 3200 př. Kr. Podle Anthonyho "bylo rozšíření této kultury materiálním vyjádřením rozšíření praindoevropského jazyka  ponticko-kaspickou stepí.”  Anthony dále poznamenává, že „jámová kultura je viditelným archeologickým důkazem společenského vývoje ve vysokou míru mobility - nomádství, a zároveň vývoje politické moci sloužící k řízení větších stád dobytka z přechodných příbytků na stepi.” Podle Pavla Dolukhanova je vznik jámové kultury důsledkem společenského vývoje několika místních kultur časné doby bronzové, ve kterých postupně vznikal nový způsob společenského rozvrstvení založený na náčelnickém vedení nomádské společnosti, což posilovalo kontakty mezi heterogenními společenskými skupinami.
Na západním okraji byla jejím pokračováním kultura katakomb (2800–2200 př. Kr.), na východním kultura Poltavka (2700-2100 př. Kr.) v oblasti středního Povolží. Obě tyto kultury následovala srubová kultura (18.–12. století př. Kr.).

### Genetický původ
Jones a Haak v roce 2015 konstatovali, že lid jámové kultury vznikl smísením dvou rozdílných populací lovců a sběračů. Východoevropští lovci a sběrači (eastern European Hunters-Gatherers, EHG) vykazují genetickou afinitu k lovcům z kultury Maľta-Bureť nebo jejich blízce příbuzným z oblasti Sibiře. Druhou složkou je genetická skupina kavkazských lovců a sběračů (Caucasus Hunters-Gatherers, CHG), kteří pravděpodobně přišli z oblasti Blízkého východu, pravděpodobně přímo z Kavkazu. Každá z těchto skupin se na genetické variabilitě lidu jámové kultury podílela zhruba polovinou. Spoluautor Haakovy studie Dr. Andrea Manica z University of Cambridge k tomu dodává:
„Otázka původu lidu jámové kultury byla do nedávné doby záhadou [...] nyní však již známe odpověď. Jejich genetická výbava je mixem východoevropských lovců a sběračů a populace kavkazských lovců a sběračů, která zjevně žila od konce posledního glaciálu ve velké izolaci.“

#### Východoevropští lovci a sběrači
Podle Haaka a kol. (2015), výše popsaný klastr EHG vykazuje vysokou afinitu k 24000 let starému genomu ze Sibiře z kultury Maľta-Bureť nebo jí blízce příbuzné. Vzorky EHG byly získány z mezolitických či časně neolitických hrobů v Karélii a Samarské oblasti v Rusku a podrobeny analýze DNA celogenomovým sekvenováním. Tři z těchto genomů byly publikovány, všechny tři mužského pohlaví a s Y-haploskupinami R1a, R1b a J. Haploskupina R1b je nejčastější Y linií v jámové kultuře a v dnešní západní Evropě.
V severovýchodní Evropě existovala okolo let 4 200–2 000 př. Kr. kultura lovců a sběračů zvaná kultura hřebenové keramiky. Její příslušníci měli vysoký podíl DNA východoevropských lovců a sběračů (EHG). Tuto lovecko-sběračskou kulturu z větší části absorbovala kultura se šňůrovou keramikou při své expanzi na východ.

#### Blízkovýchodní populace
Nejpravděpodobněji se jednalo o kavkazské lovce a sběrače (CHG), nebo o chalkolitickou populaci Íránu.
CHG komponenta jámové kultury byla prvně objevena Jonesem, který v roce 2015 sekvenoval genomy svrchně paleolitických a mezolitických lovců a sběračů z Kavkazu. Publikovány byly dva mužské genomy, jeden pozdně paleolitický (13 300 let) a mezolitický (9 700 let). Tito dva muži nesli haploskupiny J* a J2a. Tito lovci a sběrači byli pravděpodobně blízkovýchodní neolitickou („farmer-like”) složkou DNA v jámové kultuře, protože tito CHG byli vzdáleně příbuzní populacím, které šířily zemědělství do Evropy v době neolitu.  Jejich genomy dále poukazují na to, že mísení CHG s lidmi z Blízkého východu nastalo před 25 000 lety v době nejchladnější periody posledního glaciálu.
Podle Lazaridise (2016) „populace příbuzná lidem z chalkolitického Íránu přispěla 43% ke genetické výbavě stepních populací počínající doby bronzové.”  Populace chalkolitického Íránu byla směsí neolitických populací západního Íránu, Levanty a CHG.

## Charakteristika

### Protoindoevropané

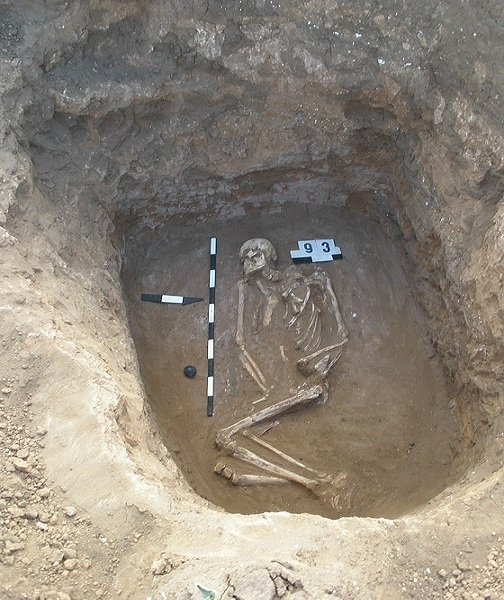
Hrob jámové kultury, Volgogradská oblast

Jámová kultura je spojována s pozdními Protoindoevropany v kurganové (stepní) hypotéze Marije Gimbutasové. Je nejsilnějším kandidátem pravlasti praindoevropského jazyka spolu s předchozí kulturou Sredny Stog. Důkazy jsou nacházeny v oblastech lingvistiky, genetiky a archeologie. Lidé jámové kultury systematicky vyvražďovali muže jiných kultur. Zvířecí oběti dobytka, ovcí, koz a koní jsou také spojovány s Protoindoevropany. Kultura byla převážně kočovnická  s převažujícím pastevectvím a minoritním pěstitelstvím praktikovaným kolem řek a několika málo hradišť.  Charakteristické pro tuto kulturu je pohřbívání do jámových hrobek neboli mohyl (kurganů). Těla zemřelých byla uložena naznak s pokrčenými koleny a posypána okrem. V kurganech bylo více pohřbů, často přidaných později. Nejčasnější nálezy vozu s koly byly nalezeny ve Storožové mohyle (Dnipro, Ukrajina) a jsou spojovány s jámovou kulturou.

### Tělesné vlastnosti
Genetický materiál analyzovaný Haakem (2015), Wildem (2014) a Mathiesonem (2015) společně potvrzuje, že lid jámové kultury měl polymorfismy pro vysokou tělesnou výšku, převážně hnědé oči, tmavé vlasy a středně světlou kůži, ovšem poněkud tmavší než je současný evropský průměr. Někteří jedinci nesli mutaci genu spojeného s blond vlasy, která se poprvé objevila před 15 000 lety na Sibiři a později mezi východoevropskými lovci a sběrači. Vlohy pro perzistenci laktázy, umožňující trávit mléčný cukr v dospělosti, byly překvapivě málo časté.

## Migrace související s jámovou kulturou

Indoevropské migrace související s expanzí jámové kultury

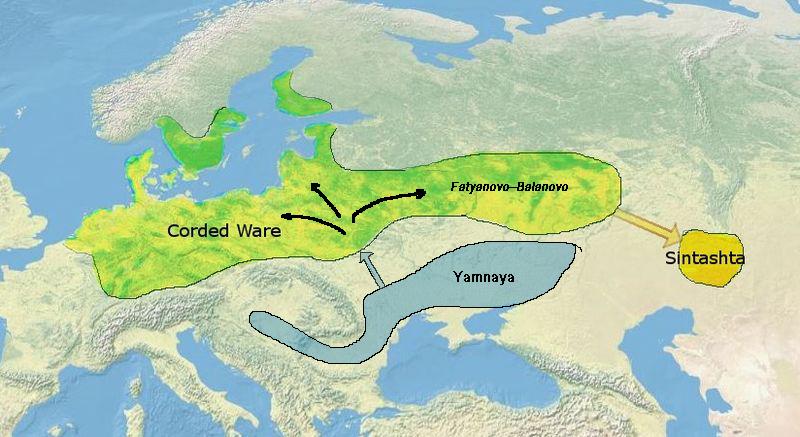
Podle některých vědců byla kultura se šňůrovou keramikou společným předkem pro pozdější keltské, germánské, baltské, slovanské a možná i některé italické indoevropské jazyky.

### Západní Evropa
Haak a kol. (2015) ve své studii analyzoval 69 genomů z Evropy a Ruska. Jedním ze závěrů studie bylo, že autosomální charakteristiky lidu jámové kultury jsou velmi podobné lidu kultury se šňůrovou keramikou, jejíž vzorky pocházely z Německa, s asi 73% podílem „jámové” DNA. Stejná studie odhaduje 40–54% podíl lidu jámové kultury na genofondu moderní středo- a západoevropské populace a 20–32% podíl na genofondu jihoevropské populace, méně však u Sardů (7,1% nebo méně) a 11,6% či méně u Sicilanů. Haak také předpokládá, že rozšíření haploskupin R1b a R1a z východu lze datovat po 3000 př. Kr.
Výsledky autosomálních studií také naznačují, že jámová kultura je nejpravděpodobnějším vektorem šíření takzvané komponenty ANE (Ancient North Eurasian) do Evropy. Tato komponenta reprezentuje právě genetickou výbavu lidu kultury Maľta-Bureť zmíněnou výše, nebo lidu jí blízce příbuzného. ANE je důležitou komponentou lidu jámové kultury. Tato komponenta je až na výjimky v Evropě všudypřítomná, ale nevyskytovala se u Evropanů před dobou bronzovou. Lze tedy předpokládat, že její přítomnost je důsledkem indoevropských migrací.
Moderní genetické výzkumy zjistily, že v rámci kultury se šňůrovou keramikou docházelo k silnému míšení mužů, kteří byli nositeli DNA lidu jámové kultury, se ženami pocházejícími z kultury s nálevkovitými poháry, které měly DNA neolitických zemědělců z Anatolie a evropských mezolitických lovců.

### Střední a Jižní Asie
Kultura Sintašta vznikla pravděpodobně migrací lidu kultury se šňůrovou keramikou na východ, a stejně jako v případě příbuzné andronovské kultury ve stepích Střední Asie její nositelé nejspíše náleželi k předkům Indoíránců. Sami sebe někdy nazývali Árjové/Árijci. Během svého postupu na indický subkontinent si Indoíránci podmanili původní drávidské obyvatelstvo s tmavší pletí, se kterým se postupně mísili nebo ho zatlačovali na jih. Kolem roku 1500 př. n. l. zavedli Árjové kastovní členění společnosti (varnášrama), které bylo v nejstarším období závislé na etnickém původu a barvě pleti, přičemž původní obyvatelstvo tvořilo nejnižší varnu rolníků a řemeslníků, která měla sloužit vyšším vrstvám árijského původu. 
Lazaridis a kol. (2016) konstatuje, že „demografický vliv stepních populací na jižní Asii byl podstatný s výraznějším vlivem v severní Indii a Pákistánu (Kalašové v pohoří Hindúkuš cca 50%, podobně jako u Severoevropanů) a nižším vlivem v jižní Indii (18%).“ Sám autor ovšem poznamenává, že k získání přesnějšího obrazu bude třeba více prehistorických genomů z oblasti střední Asie.

## Artefakty
|  |  |  |  |